# 欧州鉄道模型標準規格
欧州鉄道模型標準規格(NEM)（おうしゅうてつどうもけいひょうじゅんきかく）とはMOROPによって制定された欧州における鉄道模型の標準規格である。Normen Europäischer Modellbahnen (ドイツ)或いはNormes Européennes de Modélisme (フランス)両方とも英語ではEuropean standards for model railroadsと訳される。
NEM規格はMOROPによって制定され、異なる鉄道模型メーカー間の車両でも運転できるように互換性が確保されるように規定されている。
NEM規格の領域は米国のNMRAと近いが、近年ではそれぞれ独自の方向へ進む傾向が見られる。